# Tainonia visite
Tainonia visite là một loài nhện trong họ Pholcidae. Loài này được phát hiện ở Hispaniola.